# Волноваська вулиця (Бровари)
Волноваська вулиця — вулиця в місті Бровари Київської області.

## Розташування
Починається вулиця на вулиці Марії Лагунової, а закінчується на вулиці Героїв УПА. З обох боків прилучається бульвар Незалежності. Протяжність вулиці становить приблизно 550 метрів.

## Історія
Коли саме була запроєктована та заснована вулиця – невідомо. Відомо лише те, що перша її назва – 27-а Нова вулиця. В 1977 році отримала назву вулиця Рокоссовського, на честь радянського і польського полководця та державного діяча Костянтина Рокоссовського. 6 травня 2022 року під головуванням міського голови Ігоря Сапожка відбулась 26-а позачергова сесія Броварської міської ради. До порядку денного було включено 21 проект рішення. Цього ж дня вулицю Рокоссовського перейменували на вулицю Волноваську, названу на честь міста-героя Волновахи.